# Маунт-Шаста (Каліфорнія)
Маунт-Шаста (англ. Mount Shasta) — місто (англ. city) в США, в окрузі Сискію штату Каліфорнія. Населення — 3223 особи (2020).

## Географія
Маунт-Шаста розташований за координатами 41°19′17″ пн. ш. 122°18′56″ зх. д. / 41.32139° пн. ш. 122.31556° зх. д. (41.321421, -122.315431).  За даними Бюро перепису населення США в 2010 році місто мало площу 9,76 км², з яких 9,75 км² — суходіл та 0,01 км² — водойми.

### Клімат
| Клімат : Маунт-Шаста    | Клімат : Маунт-Шаста | Клімат : Маунт-Шаста | Клімат : Маунт-Шаста | Клімат : Маунт-Шаста | Клімат : Маунт-Шаста | Клімат : Маунт-Шаста | Клімат : Маунт-Шаста | Клімат : Маунт-Шаста | Клімат : Маунт-Шаста | Клімат : Маунт-Шаста | Клімат : Маунт-Шаста | Клімат : Маунт-Шаста | Клімат : Маунт-Шаста |
| Показник                | Січ.                 | Лют.                 | Бер.                 | Квіт.                | Трав.                | Черв.                | Лип.                 | Серп.                | Вер.                 | Жовт.                | Лист.                | Груд.                | Рік                  |
| Абсолютний максимум, °C | 19,4                 | 22,2                 | 26,7                 | 30,0                 | 36,1                 | 37,2                 | 38,9                 | 40,6                 | 39,4                 | 33,9                 | 26,7                 | 22,2                 | 40,6                 |
| Середній максимум, °C   | 6,1                  | 8,6                  | 11,1                 | 15,0                 | 19,8                 | 24,4                 | 31,1                 | 28,7                 | 25,2                 | 18,4                 | 10,5                 | 6,4                  | 17,2                 |
| Середній мінімум, °C    | −3,4                 | −2,1                 | −1,1                 | 0,8                  | 4,3                  | 7,8                  | 10,2                 | 9,2                  | 6,6                  | 2,8                  | −0,8                 | −3,2                 | 2,6                  |
| Абсолютний мінімум, °C  | −16,7                | −19,4                | −11,7                | −9,4                 | −5                   | −2,2                 | 1,7                  | 1,1                  | −2,8                 | −9,4                 | −14,4                | −25                  | −25                  |
| Норма опадів, мм        | 181                  | 160                  | 132                  | 72                   | 47                   | 26                   | 9                    | 10                   | 20                   | 57                   | 130                  | 171                  | 1014                 |
| Днів з дощем            | 13                   | 12                   | 13                   | 10                   | 8                    | 5                    | 2                    | 2                    | 3                    | 6                    | 11                   | 13                   | 98                   |
| ----------------------- | -------------------- | -------------------- | -------------------- | -------------------- | -------------------- | -------------------- | -------------------- | -------------------- | -------------------- | -------------------- | -------------------- | -------------------- | -------------------- |
| Джерело: Weatherbase    |                      |                      |                      |                      |                      |                      |                      |                      |                      |                      |                      |                      |                      |

## Демографія
Згідно з переписом 2010 року, у місті мешкали 3394 особи в 1664 домогосподарствах у складі 811 родини. Густота населення становила 348 осіб/км².  Було 1895 помешкань (194/км²).
Расовий склад населення:
| - 89,6 % — білих - 1,8 % — чорних або афроамериканців - 1,6 % — азіатів - 0,6 % — корінних американців - 0,1 % — вихідців з тихоокеанських островів - 1,5 % — осіб інших рас |

До двох чи більше рас належало 4,8 %. Частка іспаномовних становила 8,2 % від усіх жителів.
За віковим діапазоном населення розподілялося таким чином: 20,4 % — особи молодші 18 років, 61,4 % — особи у віці 18—64 років, 18,2 % — особи у віці 65 років та старші. Медіана віку мешканця становила 45,7 року. На 100 осіб жіночої статі у місті припадало 84,7 чоловіків;  на 100 жінок у віці від 18 років та старших — 80,6 чоловіків також старших 18 років.
Середній дохід на одне домашнє господарство  становив 57 351 долар США (медіана — 39 777), а середній дохід на одну сім'ю — 80 209 доларів (медіана — 47 426). Медіана доходів становила 36 618 доларів для чоловіків та 36 094 долари для жінок. За межею бідності перебувало 23,3 % осіб, у тому числі 44,0 % дітей у віці до 18 років та 21,4 % осіб у віці 65 років та старших.
Цивільне працевлаштоване населення становило 1815 осіб. Основні галузі зайнятості: освіта, охорона здоров'я та соціальна допомога — 26,2 %, роздрібна торгівля — 24,7 %, мистецтво, розваги та відпочинок — 11,2 %, науковці, спеціалісти, менеджери — 10,6 %.

## Відомі люди
- Аніта Лус (1888 — 1981) — письменниця, відома як перша жінка-сценарист Голлівуду.